# Afganskaja aborigennaja borzaja
Afganskaja aborigennaja borzaja (афганская аборигенная борзая (ryska), Bakhmull) är en hundras från Afghanistan. Den är lantrasformen av den i väst populära vinthunden afghanhund och har inte lika riklig päls som denna. I hemlandet används den fortfarande som jakthund. Den används för hetsjakt på klövvilt, vildkatter, vargar, rävar och harar. Rasen har funnits i Ryssland sedan 1974 och erkändes av den ryska kennelklubben Rossijskaja Kinologitjeskaja Federatsija (RKF) 2023.